# Juan fernández-zeebeer
De juan fernández-zeebeer (Arctocephalus philippii) is een zoogdier uit de familie van de oorrobben (Otariidae). De wetenschappelijke naam van de soort werd voor het eerst geldig gepubliceerd door Peters in 1872.

## Uiterlijke kenmerken
Mannelijke zeeberen van deze soort kunnen tot 2 meter lang worden, vrouwtjes ongeveer 1,4 meter. Een volwassen man kan 140 kg wegen, een vrouwtje is gemiddeld 50 kg. Deze soort lijkt sterk op de andere soorten zuidelijke zeeberen. Het mannetje draagt manen waarvan de uiteinden van de haren zilverkleurig zijn.

## Voorkomen
Deze soort zeebeer komt alleen op het land aan de rotskusten van de eilanden uit de Juan Fernandez archipel en zeer zelden aan de kusten van  Chili en Peru. Begin september komen de vrouwtjes aan land om jongen te werpen. Ze doen dit op rotsig kusten waar ook overhangende rotsen en zeegrotten zijn.

## Status
Vanaf het eind van de 18de tot het eind van de 19de eeuw werd er fanatiek jacht op deze zeeberen gemaakt en werden hun huiden vooral in China verhandeld. Op die manier zijn er miljoenen dieren gedood, tot deze rob bijna was uitgeroeid. In het begin van de 20ste eeuw werden er nog een paar gezien, daarna rees het vermoeden dat deze soort was uitgestorven. In het midden van de 20ste eeuw werd de soort opnieuw ontdekt, daarna nam het aantal weer toe. Rond 1991 werden 12.000 dieren geteld en dit aantal is daarna waarschijnlijk toegenomen. Omdat de populatie beperkt blijft tot één locatie, is de soort theoretisch kwetsbaar voor besmettelijke ziekten, olievervuiling en concurrentie met grootschalige zeevisserij. Er zijn echter geen objectieve IUCN-criteria voor de status gevoelig op de Rode Lijst van de IUCN, daarom wordt deze soort sinds 2015 als niet meer bedreigd beschouwd.